# Privathospital
Et privathospital er et hospital, der enten ejes af en virksomhed med profit for øje eller af en non profit-organisation. Behandlinger på privathospitaler behandles i udgangspunktet af patienterne selv eller af deres sundhedsforsikring, men i lande, hvor sundhedspolitikken indeholder valgfrihed, kan det offentlige også dække udgifterne til behandlinger på privathospitaler. 
I Danmark regnes Erichsen's Klinik, der blev etableret 1984 og Mermaid Clinic i Ebeltoft fra 1990 for at være landets første privathospitaler. Senere er der kommet flere til, så der i dag er ca. 70 privathospitaler og -klinikker.
Nogle hospitaler tilbyder kun enkelte lægefaglige specialer. Hovedvægten er på kirurgi. Ingen privathospitaler i Danmark tilbyder akut behandling.
De fleste af de danske privathospitaler er medlem af Sammenslutningen af Privathospitaler. 
Baggrunden for etableringen af privathospitaler herhjemme var de voksende ventelister i midten af 1980'erne samt 1990'ernes øgede fokus på valgfrihed. I sommeren 2002 indførte VK-regeringen en ventelistegaranti, der betød, at patienter, der skal vente over to måneder på behandling, i stedet kan søge behandling på et privathospital og få det offentlige til at betale. Det eneste krav var, at hospitalet skulle have en aftale med Amtsrådsforeningen. Ordningen eksisterer pr. 2025 stadig og kaldes også udvidet frit sygehusvalg.